# Titularbistum Tinista
Tinista ist ein Titularbistum der römisch-katholischen Kirche.
Es geht zurück auf einen Bischofssitz in der gleichnamigen antiken Stadt, die in der Spätantike in der römischen Provinz Mauretania Sitifensis (heute nördliches Algerien) lag. Spätestens im Zuge der islamischen Expansion ging der Bischofssitz unter.
| Titularbischöfe von Tinista |                             | |                  |                    |
| Nr.                         | Name                        | Amt | von              | bis                |
| 1                           | Zenone Albino Testa OFMCap  | Apostolischer Koadjutorvikar von Asmara Apostolischer Vikar von Asmara (Äthiopien)                                                          | 10. Juli 1959    | 19. September 1982 |
| 2                           | Jānis Cakuls                | Apostolischer Koadjutoradministrator von Riga und Liepāja/ Apostolischer Administrator von Riga und Liepāja/ Weihbischof in Riga (Lettland) | 9. November 1982 | 26. Februar 2022   |
| 3                           | Geraldo de Paula Souza CSsR | Weihbischof in Niterói (Brasilien) | 19. Oktober 2022 |                    |